# Baihe, Chongqing
Baihe (kinesiska: 白鹤) är ett stadsdelsdistrikt i sydvästra Kina. Det ligger i stadsdistriktet Kaizhou i storstadsområdet Chongqing, omkring 260 kilometer nordost om det centrala stadsdistriktet Yuzhong. Antalet invånare är 40 937. Befolkningen består av 20 469 kvinnor och 20 468 män. Barn under 15 år utgör 23,0 %, vuxna 15-64 år 64 %, och äldre över 65 år 12,0 %.